# ریوسکه کانموتو
ریوسکه کانموتو (انگلیسی: Ryōsuke Kanemoto؛ زادهٔ september ۲, ۱۹۸۸ (۳۶ سال)) صداپیشه اهل ژاپن است.